# Ahmet Li
Ahmet Li (* 12. Januar 1991 in China) ist ein türkischer Tischtennisspieler chinesischer Abstammung. Er spielt aktuell für Beşiktaş Istanbul.

## Karriere
Im Jahr 2012 gewann er die Bronze-Medaille in der U-21-Kategorie der ITTF Pro Tour Spanish Open, die in Almería stattfand. Im Halbfinale unterlag er gegen den Japaner Yuto Muramatsu. In den Mittelmeerspielen 2013 gewann er erneut die Bronze-Medaille im Einzel-Wettbewerb, während er die Gold-Medaille im Doppelwettkampf mit seinen Landsleuten Bora Vang und Gençay Menge erringen konnte.
2015 schied er im Europe TOP-16-Turnier bereits in der Vorrunde gegen den Slowaken Ľubomír Pištej mit 0:4 aus. Bei den Olympischen Sommerspielen 2016 schied er ebenfalls mit 0:4 gegen den kanadischen Vertreter Eugene Wang aus.

## Erfolge
Einzel
- ITTF Pro Tour: Bronze 2012 (U-21)
- Mittelmeerspiele: Bronze 2013

Doppel
- Mittelmeerspiele: Gold 2013